# Fačkovské sedlo

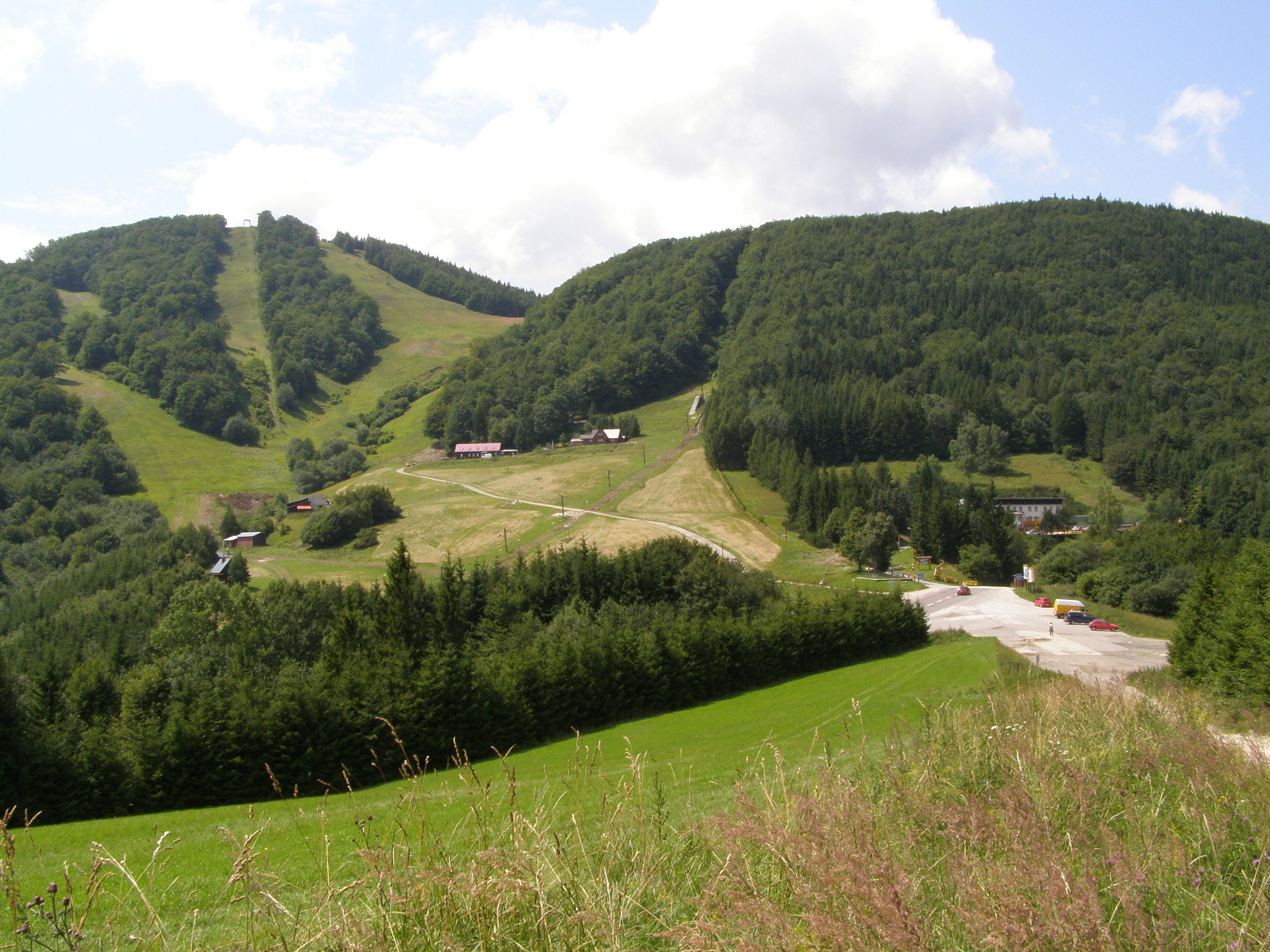
Fačkovské sedlo

Fačkovské sedlo (802 m) – wyraźna przełęcz w tzw. Łańcuchu Małofatrzańskim w Centralnych Karpatach Zachodnich na Słowacji. Rozdziela grupy górskie: Małej Fatry (a ściślej: Luczańskiej Małej Fatry) na wschodzie od Gór Strażowskich na zachodzie. Pierwszym szczytem nad przełęczą w grzbiecie Małej Fatry jest Reváň (1205 m), zaś po stronie Gór Strażowskich – Homôľka (1073 m).    
Nazwa przełęczy pochodzi od wsi Fačkov w dolinie Rajczanki, położonej u północnych podnóży przełęczy.
Przez przełęcz wiedzie droga jezdna Żylina – Prievidza.
W 1944 r. w czasie słowackiego powstania narodowego (słow. w skrócie SNP) w rejonie przełęczy powstańcy toczyli boje z jednostkami niemieckimi. Ich pamiątką jest okolicznościowy pomnik SNP w siodle przełęczy.
Współcześnie rejon przełęczy jest węzłem znakowanych szlaków turystycznych i punktem wyjściowym wycieczek pieszych na Kľak – szczyt w tzw. Luczańskiej części Małej Fatry oraz na główny grzbiet Gór Strażowskich. Przebiega tędy najdłuższy znakowany szlak turystyczny Słowacji - Cesta hrdinov SNP. W zimie miejsce staje się dość ruchliwym ośrodkiem narciarskim, dysponującym kilkoma wyciągami narciarskimi na stokach Homôľki.